# Dinocerata
De Dinocerata zijn een orde van uitgestorven zoogdieren. De vertegenwoordigers waren grote planteneters die oppervlakkig op neushoorns leken. 
Dinocerata hadden hoeven met vijf tenen. Het gebit was eenvoudig: de bovenste snijtanden ontbraken en de hoektanden waren groot en scherp en dienden vermoedelijk ter verdediging. Met een geschat gewicht van 4500 kilo waren enkele geslachten de grootste zoogdieren van hun tijd. 
Er zijn twee families bekend met in totaal zes geslachten, die leefden van het Laat-Paleoceen tot het Laat-Eoceen. Ze kwamen voor in Noord-Amerika en Azië.

## Classificatie
- Familie Prodinoceratidae
  - Probathyopsis
  - Prodinoceras
- Familie Uintatheriidae
  - Onderfamilie Uintatheriinae
    - Bathyopsis
    - Uintatherium
    - Eobasileus
    - Tetheopsis

  - Onderfamilie Gobiatheriinae
    - Gobiatherium

## Verwantschap
De positie van de Dinocerata is sinds de ontdekking van de eerste fossielen in de jaren zeventig van de negentiende eeuw een twistpunt geweest. Verwantschap met de insectivoren, knaagdieren, hoefdieren, slurfdieren, pantodonten en xenungulaten is in de loop der jaren geopperd. Nieuwe analyse wijst de Xenungulata aan als nauwste verwant van de Dinocerata in de clade Uintatheriamorpha. De Uintatheriamorpha valt binnen de Laurasiatheria als zustergroep van de phenacodonte condylarthen, onevenhoevigen en de Zuid-Amerikaanse Notoungulata en Litopterna. Samen met de evenhoevigen vormen deze hoefdiergroepen een monofyletische clade met Protungulatum als primitiefste lid.